# Матејени (Ботошани)
Матејени (рум. Mateieni) насеље је у Румунији у округу Ботошани у општини Димакени. Oпштина се налази на надморској висини од 126 m.

## Становништво
Према подацима из 2002. године у насељу је живело 323 становника, од којих су сви румунске националности.